# Ivan Jović
Ivan Jović (Aranđelovac, 1971) srpski je reditelj i pisac. Poznat je po dugometražnom igranom filmu Isceljenje (2014) i arhivsko-dokumentarnom projektu i dugometražnom dokumentarnom filmu Zaveštanje (2016).

## Biografija
U Aranđelovcu je završio osnovnu školu. Srednju školu i Učiteljski fakultet završio je u Beogradu. Magistrirao je na Fakultetu za specijalnu edukaciju i rehabilitaciju. Više godina radio je u obrazovanju te kao autor i koordinator različitih alternativnih obrazovnih projekata. Završio je filmsku školu Centra za audiovizuelne komunikacije "Kvadrat", pod vođstvom profesora Zorana i Svetlane Popović.
Vodio je humanitarne projekte za decu i mlade na Kosovu i Metohiji, kao i za decu bez roditeljskog staranja na teritoriji cele Srbije.
Objavio je četiri knjige i od 2013. godine član je Srpskog književnog društva.
Vinogradar (2012)
Kratkometražni film "Vinogradar", koji prati život dvojice monaha u izolovanom manastiru, imao je zapažen prijem na stranim festivalima. Na australijskom festivalu Byzantfest osvojio je nagradu za najbolji scenario i režiju.
Isceljenje (2014)
Njegov debitantski film „Isceljenje” (2014) izazvao je pažnju na međunarodnim festivalima gde je publici ponudio novo viđenje posledica sukoba u regionu bivše Jugoslavije, kao i tumačenje univerzalne teme praštanja, ovaj put iz ugla pravoslavnog sveštenika. Film je sniman na nedostupnim, netaknutim lokacijama zapustele istočne Srbije. Bavi se temom pomirenja i oproštaja kao uslova za život u ljubavi i pobede nad smrću i besmislom; velikim pitanjem koje ostaje nakon svih ratova - kako oprostiti svom neprijatelju. Film je osvojio dvanaest međunarodnih nagrada.
Zaveštanje (2016)
Ivan Jović je od 2011. do 2016. radio na velikom arhivsko-dokumentarnom projektu Usmene istorije stradanja civila u NDH „Zaveštanje“ tokom kog je prikupljeno 94 svedočenja, sa preko 450 sati snimljenog materijala. Iz tog je nastao dugometražni dokumentarni film Zaveštanje, koji govori o genocidu počinjenom u Nezavisnoj državi Hrvatskoj od 1941 do 1945. koristeći isključivo glasove živih svedoka, bez arhivskih snimaka, naratora ili istoričara koji bi interpretirali događaje. Po ovom pristupu navedenim događajima film je jedinstven u regionalnoj kinematografiji. Njime su žrtve stavljene u potpuni fokus i događaji se iznose isključivo iz njihovog ugla.
Arhivska građa prikupljena tokom projekta pohranjena je u Malach Center for Visual History na Karlovom univerzitetu u Pragu i tamo je dostupna na uvid međunarodnoj naučnoj javnosti.
Pustolovina belutka (2022)
Režirao je eksperimentalni kratkometražni film "Pustolovina belutka" prema poeziji Vaska Pope, koji je međunarodnu premijeru imao na festivalu poetskog filma u Bolonji.
Lazarev put (2024)
Između 2021. i 2023. radio je na produkciji i režiji filma "Lazarev put" prema scenariju Monje Jović. Film je  sniman u prostorima Petrovaradinske tvrđave, te na grčkim ostrvima Santorini i Folegandros. Premijera filma zakazana je za septembar 2024. Rad na filmu propratio je nizom eseja i razgovorima sa saradnicima koje je kontinuirano objavljivao na portalu teologija.net načinivši tako uvid u filmski proces jedinstven u kontekstu savremene domaće kinematografije.
Rad u pozorištu
Potpisuje režiju pozorišne predstave „Kiri i Klodel”, po tekstu Monje Jović, koja je urađena u saradnji Terirem produkcije i Puls Teatra. Ovo je umetnički angažovana pozorišna predstava koja kroz opis individualne borbe dve žene sa društvenim ograničenjima ukazuje na egzistencijalni problem slobode. Muziku je komponovala Ana Čurćin, a deo glumačke podele je i džez trubačica Marina Milošević.
Režirao je predstavu "Šuma na kraju vremena" po tekstu Monje Jović, koja se igrala u Ustanovi kulture Parobrod tokom 2020. i 2021. godine. U pitanju je monodrama u kojoj jedna glumica igra sedam ženskih likova kroz vreme.
Glumačke radionice
Zajedno sa scenaristkinjom Monjom Jović pokrenuo je projekat glumačkih radionica. Prva radionica se bavila glumačkim uobličavanjem poetičkih dominanti Ingmara Bergmana (avgust 2020).

## Knjige
- Neprestano mislim na Eduarda (2002), zbirka priča sa okvirom
- Veseli život čoveka u kovčegu (2003), kratke priče
- Zatvorenik (2011), roman
- Žitije sela (2013), roman[2]

### Priređivač
- Sanjam, a šta mi se događa – zbirka literarnih radova dece sa Kosova i Metohije
- Pisma iz enklava: pozdrav sa Kosova i Metohije – zbirka literarnih i likovnih radova dece sa Kosova i Metohije

## Filmografija
- Običan dan (2011), kratki igrani film
- Čajanka - kako se igrati čajanke (2012), kratki dokumentarni film
- Vinogradar (2012), kratki igrani film
- Isceljenje (2014)], dugometražni igrani film[3]
- Zaveštanje (2016), dugometražni dokumentarni film
- Pustolovina belutka (2022)
- Lazarev put (2024)

## Teatrografija
- Kiri i Klodel (2019)
- Šuma na kraju vremena (2020)

## Spoljašnje veze
- Zvanična internet prezentacija producentske kuće Ivana Jovića Архивирано на веб-сајту  (19. октобар 2020)
- Profil Ivana Jovića na portalu Teologija
- Intervju Ivan Jović, Filmski Centar Srbije
- Pogled u lice zla, Vule Žurić o filmu Zaveštanje, NIN
- Melem za ranjene duše, Dubravka Lakić, Politika
- Kako se živi posle dima i krvi, intervju Jovan Jović, Danas
- Preživeli Jasenovac bez mržnje, intervju Jovan Jović, Večernje Novosti
- Srpsko isceljenje, intervju Jovan Jović, Hazarder Magazin
- Nove rediteljske snage u srpskom filmu
- Moć filma, Ivan Jović, Danas
- Архивирано на веб-сајту  (17. јануар 2021)
- Tribina: Tri života Bosiljke Lončar (Srpsko privredno društvo Privrednik, mart 2024)